# Olympia 71
Albums de Michel Sardou
J'habite en France Danton
Olympia 71 est le premier album live de Michel Sardou enregistré en 1971 lors de son premier passage en vedette à l'Olympia de Paris, le 3 novembre 1971. Publié à l'origine sous le titre de Enregistrement public à l'Olympia, il a été réédité en 1993 sous le titre de Olympia 71.
À la fin du dernier récital donné à l'Olympia, le 21 novembre 1971, Bruno Coquatrix chronométra l'ovation du public, qui dura plus de douze minutes.

## Titres
| No  | Titre                            | Durée |
| --- | -------------------------------- | ----- |
| 1.  | La Corrida n’aura pas lieu       |       |
| 2.  | Laisse-moi vivre                 |       |
| 3.  | J'habite en France               |       |
| 4.  | La Colombe (Restera-t-il encore) |       |
| 5.  | Les Ricains                      |       |
| 6.  | Je t’aime, je t’aime             |       |
| 7.  | Le Rire du sergent               |       |
| 8.  | Vive la mariée                   |       |
| 9.  | Aujourd’hui peut-être            |       |
| 10. | Et mourir de plaisir             |       |
| 11. | Les Bals populaires              |       |

## Crédits
- Accompagnement : Grand Orchestre de l'Olympia
- Direction d'orchestre : Roland Vincent
- Direction artistique : Jacques Revaux et Régis Talar